# Lotus berthelotii
Lotus berthelotii là một loài thực vật có hoa trong họ Đậu. Loài này được Masf. miêu tả khoa học đầu tiên.

## Hình ảnh

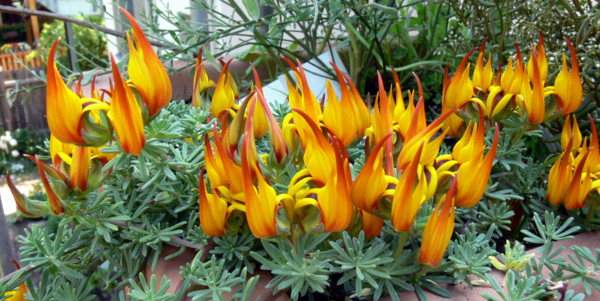
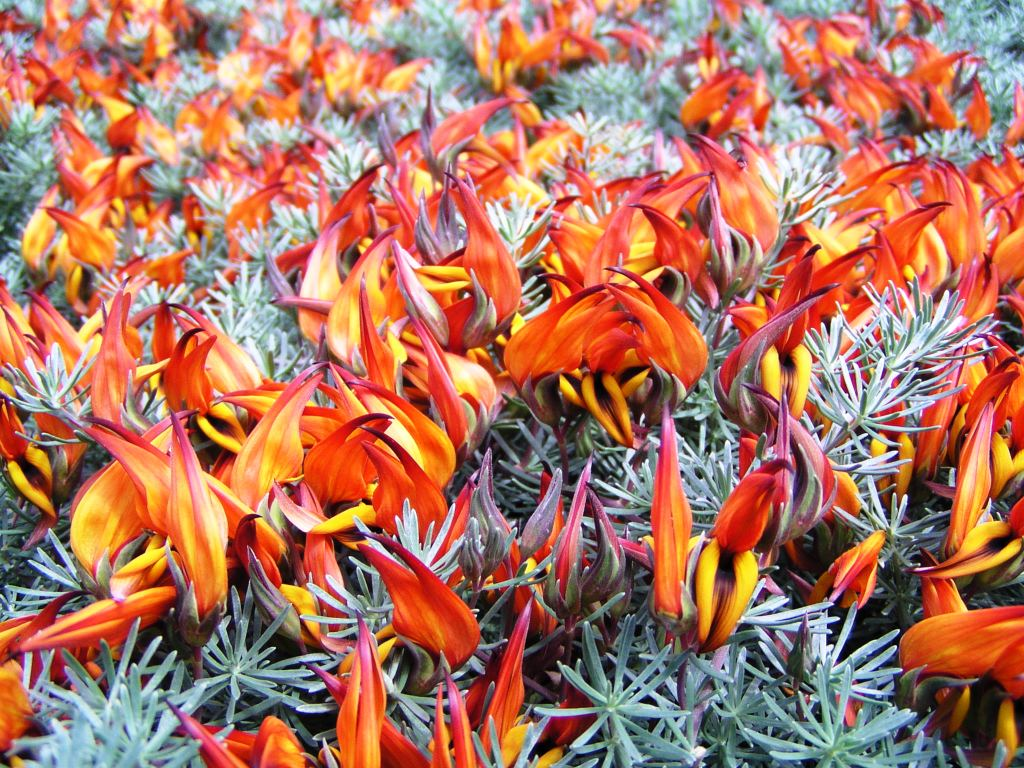
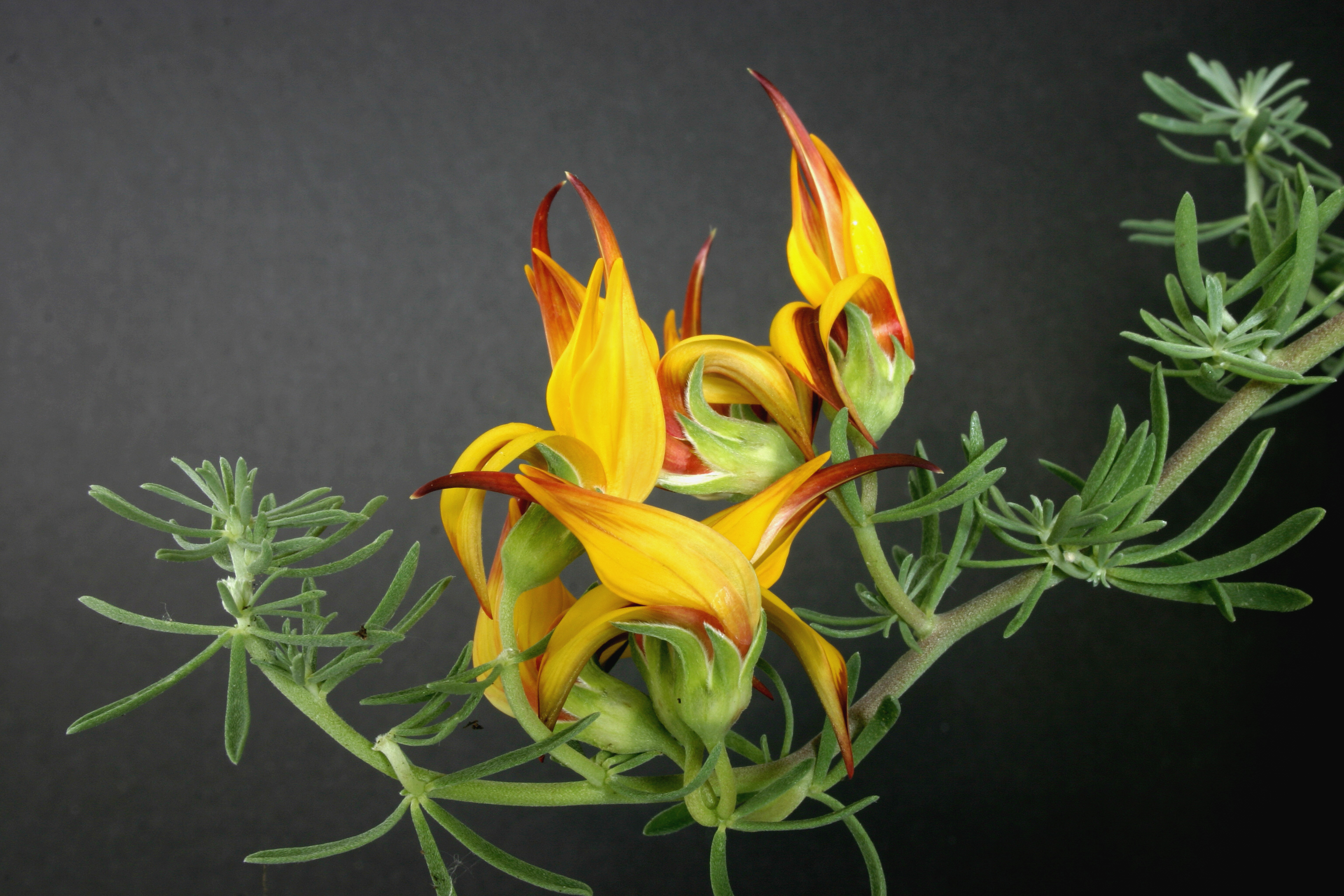
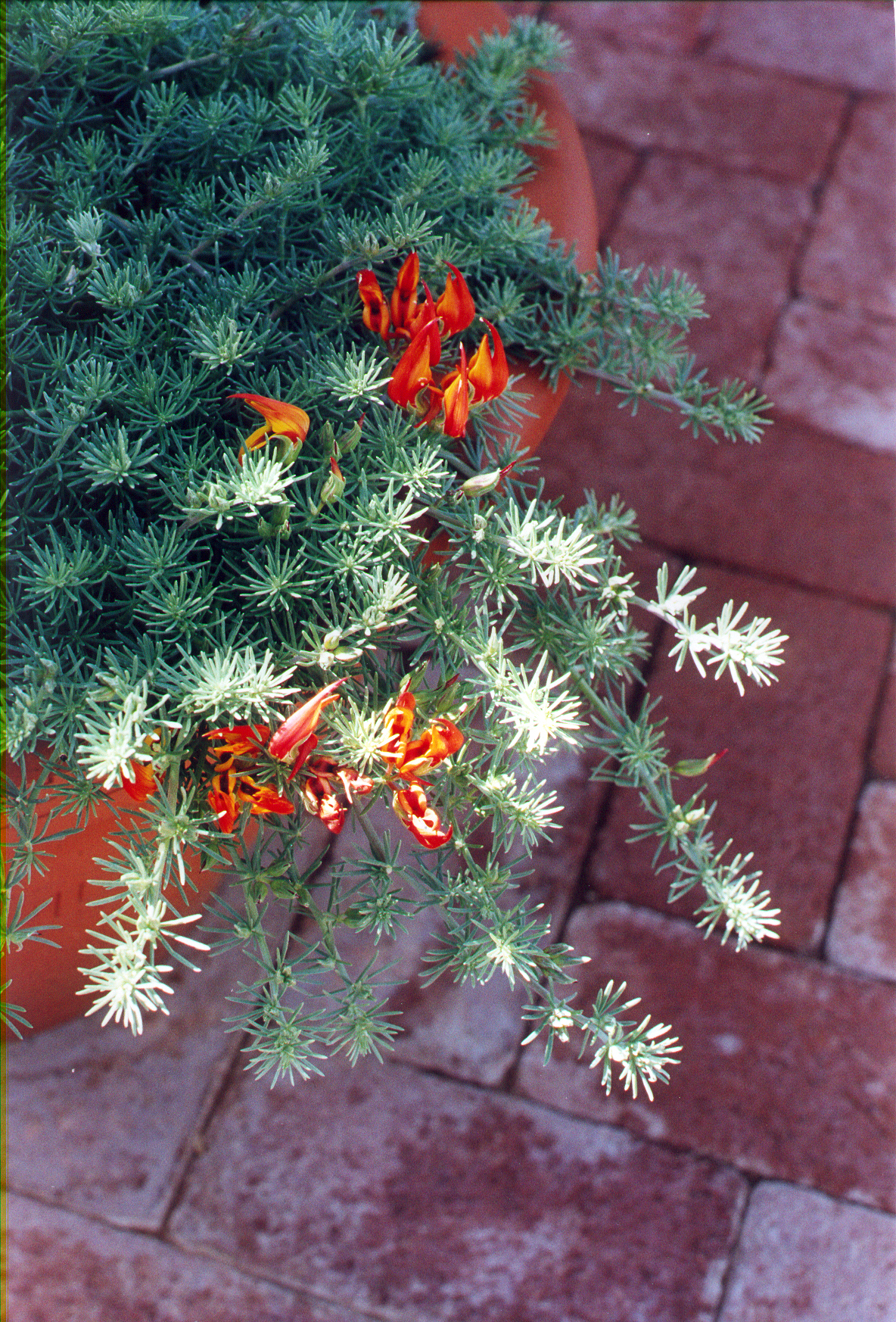